# Dendropicos abyssinicus
El pito abisinio (Dendropicos abyssinicus) es una especie de ave piciforme de la familia Picidae que vive en el este de África.  

## Distribución y hábitat
Se encuentra en los bosques de montaña de Etiopía y Eritrea.